# Улица Краста (Рига)
Улица Кра́ста (латыш. Krasta iela, дословно — «Береговая») — улица в Латгальском предместье города Риги.
Улица Краста — одна из важнейших транспортных магистралей Риги. Она  идёт вдоль русла Даугавы, продолжая линию набережных 11 Ноября и Генерала Радзиня, от перекрёстка с улицей Езусбазницас до развязки с Южным мостом и улицей Славу, где роль главной улицы переходит к улице Латгалес. Движение по улице Краста двустороннее, по 3 полосы в каждом направлении. Почти на всём протяжении, от развязки с Островным мостом и ул. Лачплеша до конца улицы является частью государственной автодороги A6.

## История
Известна с 1867 года, первоначально под названием Двинская набережная (нем. Dünaufer Strasse, латыш. Daugavas Krasta iela); современное название — с 1902 года. Первоначально улица пролегала иначе, отходя дальше от берега Даугавы (нынешняя улица Маза Краста). Согласно генплану 1969 года, улица Краста в 1974—1977 годах проложена там, где находится и сегодня.

## Достопримечательности
В застройке улицы Краста преобладают коммерческие здания (в том числе несколько торговых центров).
Наиболее значимые объекты:
- супермаркет «Депо» (улица Краста, 36)
- торговый центр «Mols» (улица Краста, 46, архитекторы В. Угримов (1993-95), В. Сарма, Я. Норде (1998)[4]
- центр общественного питания и отдыха «Lido» (улица Краста, 76), архитекторы А. Пурвиньш, А. Терешко (1997—1999)[4].

На улице Краста начинается Кенгарагский променад, простирающийся от улицы Кенгарага (Кишинёвской, впервые упомянута в 1896 году, переименована в 1923) и созданный в 1901 году на дамбе, построенной из гранитных валунов и свай для защиты от весенних паводков Мазъюмправского поместья и его окрестностей. В 1962 году, при строительстве нового микрорайона Кенгарагс, дамба была укреплена железобетонными конструкциями и благоустроена. Первые работы по восстановлению променада начались в 2007 году в сотрудничестве с рижским муниципальным предприятием «Rīgas ūdens», в 2009 году Восточная исполнительная дирекция Риги заказала ландшафтным архитекторам Дайге Вейнберге, Гунте Розенберге и Лауме Гаркалне проект благоустройства променада, по проекту архитекторов Улдиса Лиепы и Артура Цатурова была построена и благоустроена променадная аллея.